# Josip Kuže
Josip Kuže, född 13 november 1952, död 16 juni 2013, var en kroatisk fotbollsspelare och tränare.
Josip Kuže var tränare för det rwandiska landslaget 2007–2008 och albanska landslaget 2009–2011.